# Garganta de los Montes
Garganta de los Montes là một đô thị trong Cộng đồng Madrid, Tây Ban Nha. Đô thị này có diện tích 39,66 km², dân số theo điều tra năm 2010 của Viện thống kê quốc gia Tây Ban Nha là 405 người. Đô thị này nằm ở khu vực có độ cao 1135 mét trên mực nước biển.

## Dân cư
| 1991 | 1996 | 2001 | 2004 | 2008 |
| ---- | ---- | ---- | ---- | ---- |
| 303  | 329  | 317  | 356  | 405  |